# Eddie Sachs
Edward Julius Sachs Jr (Allentown, Pensilvania, 28 de mayo de 1927-Indianápolis, Indiana, 30 de mayo de 1964) fue un piloto de automovilismo estadounidense.
Sachs participó en las 500 Millas de Indianápolis entre 1957 y 1964, las primeras cuatro también parte del campeonato de Fórmula 1. Obtuvo la pole position en 1960 y 1961, y en esta última terminando en segundo lugar.
Falleció en las 500 Millas de 1964, en un accidente causado por Dave MacDonald; quien también murió. Tenía 37 años.